# 觔斗雲
觔斗雲（きんとうん）は、中国の伝奇小説『西遊記』に登場する、雲に乗って空を飛ぶ架空の仙術、およびそれによって呼ばれる架空の雲。主人公、猿の仙人である孫悟空が使用する。
「筋斗雲」「斤斗雲」という表記も見られるが、「筋」「斤」は「觔」の異体字である。「金斗雲」と当て字されることもある。
「觔斗」とは「宙返り」の意であり、孫悟空が雲に乗る術を仙術の師である須菩提に披露した際に、とんぼを切りながら雲に乗ったのを見た須菩提が、その癖に合わせて授けた術である。「觔斗雲の術」は、宙返り一つで10万8000里の距離をも飛ぶ。京劇においては斉天大聖が雲に乗る際に宙返りを披露することが、この役での見せ場の一つとされている。
雲に乗るには仙人の身体でなければならないので、徳を高く積んだ三蔵法師のような、人々から崇められる高僧であっても乗ることは不可能である。

## 備考
猪八戒、沙悟浄も雲に乗って飛ぶことはできる。しかし、觔斗雲ならひとっ飛びの距離を、猪八戒や沙悟浄は昼夜兼行でも数日以上かかる。
日本テレビ系ドラマ『西遊記』では猪八戒がたびたび雲に乗るが、整備不良で高度が安定せず墜落する場面もある。